# Cristian Ortega
Cristian David Ortega Fontalvo (* 29. September 2000 in Barranquilla) ist ein kolumbianischer Bahnradsportler, der auf Kurzzeitdisziplinen spezialisiert ist.

## Sportlicher Werdegang
Ortega begeisterte sich in seiner Jugend vor allem für Fußball. Eine nächtliche Ausfahrt mit seiner Tante soll ihn dann, im Alter von 16 Jahren, für den Radsport begeistert haben. Nach Erfolgen auf regionaler Ebene wurde er schnell in die Junioren-Nationalmannschaft aufgenommen und gewann nur ein Jahr nach seinem Beginn zwei Medaillen bei den Panamerika-Meisterschaften der Junioren in Cochabamba, darunter eine goldene im Zeitfahren. Bei diesen Meisterschaften stellte er einen neuen Panamerika-Rekord über 200 Meter bei fliegendem Start auf.
2021 siegte er bei den erstmals ausgerichteten Panamerikanischen Jugendspielen in allen drei dort ausgetragenen Kurzzeit-Disziplinen (Sprint, Keirin, Teamsprint). 2022 kam er zum ersten Einsatz mit der Elite-Nationalmannschaft im Nations Cup von Glasgow, wo er auf Anhieb das Zeitfahren gewann. In den Jahren darauf holte er zahlreiche weitere Medaillen bei Wettkämpfen in Lateinamerika, so den Bolivarischen Spielen 2022, den Zentralamerika- und Karibikspielen 2023 sowie Panamerika-Meisterschaften. Zudem nahm er an den Weltmeisterschaften 2022 und 2023 teil.

## Erfolge
2018
 Panamerika-Meister (Junioren) – Zeitfahren
 Panamerika-Meisterschaften (Junioren) – Sprint
2021
 Panamerikanische Jugendspiele – Sprint, Keirin, Teamsprint (mit Carlos Echeverri und Juan Esteban Arenas)
2022
 Nations Cup in Glasgow – Zeitfahren
 Bolivarische Spiele – Teamsprint (mit Santiago Ramírez, Juan David Ochoa und Kevin Quintero)
 Panamerika-Meisterschaften – Zeitfahren
2023
 Kolumbianischer Meister – Zeitfahren
 Zentralamerika- und Karibikspiele – Teamsprint (mit Carlos Echeverri und Kevin Quintero)
 Zentralamerika- und Karibikspiele – Keirin
 Panamerika-Meisterschaften – Teamsprint (mit Rubén Murillo, Kevin Quintero und Juan David Ochoa)
2024
 Panamerika-Meister – Teamsprint (mit Rubén Murillo, Kevin Quintero und Santiago Ramírez)
 Panamerika-Meisterschaften – Sprint, Zeitfahren
2025
- Panamerikameisterschaft – Teamsprint (mit Rubén Murillo und Kevin Quintero)
- Panamerikameisterschaft – Sprint, Teamsprint (mit Rubén Murillo und Kevin Quintero)